# جایزه بزرگ استرالیا ۲۰۱۵
جایزه بزرگ استرالیا ۲۰۱۵ (انگلیسی: ‎2015 Australian Grand Prix‎) یک مسابقهٔ موتوری در رشتهٔ اتومبیل‌رانی فرمول یک بود که در تاریخ ۱۵ مارس ۲۰۱۵ در پیست جایزه بزرگ ملبورن واقع در ملبورن، استرالیا برگزار شد. این گراند پری در میان ۱۹ گراند پری در فصل ۲۰۱۵، مسابقهٔ شمارهٔ ۱ بود.
در این مسابقه که در ۵۸ دور و به مسافت ۳۰۷٫۵۷۴ کیلومتر (۱۹۱٫۱۱۸ مایل) برگزار شد، پول پوزیشن توسط لوئیز همیلتون کسب شد و سریع‌ترین زمان برای طی یک دور پیست که برابر با ۱:۳۰٫۹۴۵ بود نیز توسط لوئیز همیلتون به ثبت رسید.
لوئیز همیلتون از تیم مرسدس، نیکو رزبرگ از تیم مرسدس و سباستیان فتل از تیم فراری به‌ترتیب مقام‌های اول تا سوم مسابقه را کسب کردند.

## رده‌بندی قهرمانی پس از مسابقه
| جایگاه | راننده        | امتیاز |
| ------ | ------------- | ------ |
| ۱      | لوئیز همیلتون | ۲۵     |
| ۲      | نیکو رزبرگ    | ۱۸     |
| ۳      | سباستیان فتل  | ۱۵     |
| ۴      | فلیپه ماسا    | ۱۲     |
| ۵      | فلیپه نصر     | ۱۰     |
| منبع:  |               |        |

| جایگاه | سازنده            | امتیاز |
| ------ | ----------------- | ------ |
| ۱      | مرسدس             | ۴۳     |
| ۲      | فراری             | ۱۵     |
| ۳      | سائوبر-فراری      | ۱۴     |
| ۴      | ویلیامز-مرسدس     | ۱۲     |
| ۵      | رد بول ریسینگ-رنو | ۸      |
| منبع:  |                   |        |

یادداشت
- تنها پنج جایگاه نخست از هر رده‌بندی نمایش داده شده‌است.